# Бентивольо, Костанцо
Костанцо Бентивольо (итал.  Costanzo Bentivoglio, Болонья, не позднее 1502 —не ранее 1550) — сын Аннибале II Бентивольо и внебрачной дочери герцога Феррары, Модены и Реджо Эрколе I д’Эсте Лукреции.
В качестве одного из условий мирного соглашения между Болоньей и Папской областью, подготовленного в декабре 1502 года на переговорах Алессандро Боттригари с Чезаре Борджиа, в Чезене, Костанцо должен был жениться на племяннице Папы Римского Александра VI Анджеле Борджиа. Соответствующий нотариальный акт был составлен 18 января 1503 года в замке Делле Пьеве в Перудже при участии поверенного семьи Бентивольо сенатора Джироламо Сампиери, приданое невесты составило 10 тысяч дукатов, но с падением Борджиа договор утратил политическую актуальность, и вскоре брачное соглашение было аннулировано.
Костанцо женился на Элене Рангони, супруги вырастили сына по имени Корнелио.
В период с 1550 по 1560 год Костанцо построил в Болонье новый дворец Бентивольо, взамен старого, разрушенного в 1507 году после изгнания этой семьи из города (ныне находится по адресу: улица Белле Арти, 8). Архитектором нового дворца стал Бартоломео Триакини (Bartolomeo Triachini), проект внутреннего двора с двухъярусной галереей разработан Доменико Тибальди.